# Tachornis furcata
El vencejillo venezolano o vencejo enano (Tachornis furcata), es una especie de ave apodiforme de la familia Apodidae.

## Características, distribución y hábitat
Habita en los bosques húmedos tropicales y subtropicales de Colombia y Venezuela, donde se alimenta de pequeños insectos que caza en vuelo. 

Mide 10 cm de longitud, posee alas largas y estrechas y cola bifurcada. Su parte superior es de color marrón y el pecho y vientre son de color blanco, con una franja marrón que le cruza el pecho.